# چاینا ریزورس پاور
چاینا ریزورس پاور (به انگلیسی: China Resources Power) شرکت نیمه‌دولتی برق هنگ کنگی است، که در زمینه تولید انرژی الکتریکی و مدیریت نیروگاه فعالیت می‌کند. 
شرکت چاینا ریزورس پاور در سال ۲۰۰۱ راه‌اندازی شد و در حال حاضر دارای ۱۲ نیروگاه زغال سنگ در سرزمین اصلی چین می‌باشد.
دفتر مرکزی این شرکت در هنگ کنگ قرار دارد و سهام آن در بازار بورس اوراق بهادار هنگ کنگ معامله می‌شود.